# Estación Terminal Ceilândia
La Estación Terminal Ceilândia es una de las estaciones del Metro de Brasilia, situada en la ciudad satélite de Ceilândia, al lado de la Estación Ceilândia Norte. Es la última estación de la Línea Verde.
Fue inaugurada en 2009. En función de la construcción de otras dos estaciones en la ciudad (Estación 28 y Estación 29) debe recibir otro nombre ya que dejará de ser "terminal".

## Cercanías
- Manzana 07 - Ceilândia
- Manzana 23 - Ceilândia